# 야시카 YK
야시카 YK는 1959년에 만들어진 레인지 파인더 카메라다. 랜즈는 교환-불가 야시논 45mm/f2.8-16이다.
셧터는 코팔 B, 1/25초-1/300초이다.